# Calymniodes acamas
Calymniodes acamas là một loài bướm đêm trong họ Noctuidae.